# 奇異果汁

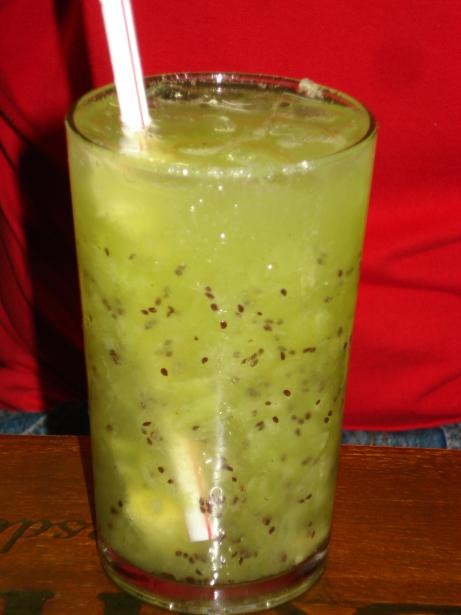
一杯奇異果汁

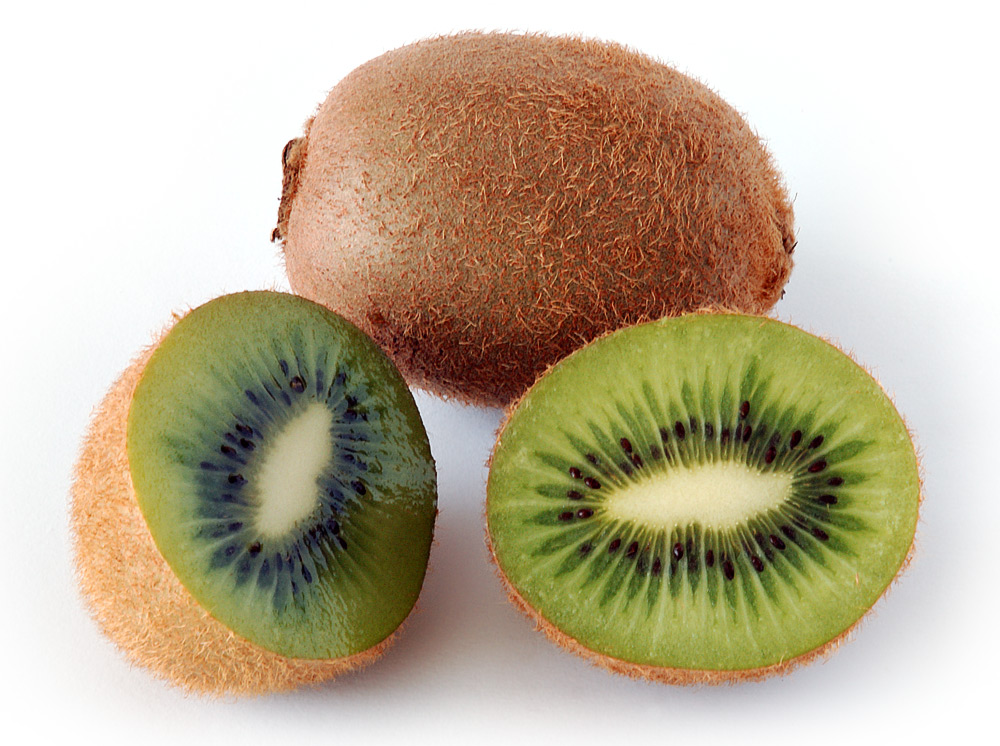
富含維生素C的奇異果。

又称獼猴桃汁，是由奇異果果肉榨出的果汁。因奇異果富含維生素C(含量為柳橙2倍)、β胡蘿蔔素、維生素E及多酚等營養成分，是一種營養價值非常高的水果。這使得奇異果汁被視為一種對健康有益的果汁飲料。